# مقر الفيفا
مقر الاتحاد الدولي لكرة القدم (بالألمانية: FIFA-Hauptquartier) هو مقر الاتحاد الذي يقع في  زيورخ بسويسرا. وهو عبارة عن مجموعة مباني تغطي كافة المكاتب الرسمية للفيفا بعد اكتماله في عام 2006. يقع علي تلة مشجرة في منطقة 7 بمنطقة زيوريخبيرغ.
ويضم المجمع مركزا للياقة البدنية وغرفة التأمل والحدائق تحت عنوان جغرافيا وكاملة الحجم ملعب لكرة القدم الدولي
.
المباني الرئيسية مكونة من طابقين فقط نتيجة ان اثنين من أصل 3 مباني يقعون تحت مستوي الأرض، وقد برر ذلك جوزيف بلاتر قائلا «أماكن صناعة القرار يجب ألا تتعرض لمصادر اضاءة خارجية، لأن يأتي من الاشخاص أنفسهم.»

## روابط خارجية
- The Home of FIFA (official website)